# Зернистая стеклянная лягушка
Зернистая стеклянная лягушка (лат. Cochranella granulosa) — вид бесхвостых земноводных из семейства стеклянных лягушек, обитающий в Южной Америке. Видовое название происходит от лат. granulum — «зернистый».

## Описание
Это небольшие лягушки, размер самцов 22,5—29 мм, самок — 29—32 мм. Голова в ширину больше, чем в длину, с усечённой и округлой мордой при взгляде сверху. Ноздри не выпуклые и направлены дорсолатерально. Глаза большие, но не выпуклые. Расстояние между глаз значительно превышает диаметр глаза. Барабанная перепонка круглая и нечёткая. Первый палец немного длиннее второго. Диски на пальцах усечённые. Между первым и вторым пальцами перепонка отсутствует, но есть рудиментарные перепонки между вторым и третьим пальцами, и более развитые между третьим и четвёртым. Кожа спины очень зернистая. Самцы имеют большую, хорошо развитую белую брачную мозоль на боковом крае основания каждого большого пальца.
Окраска тёмно-сине-зелёная, с разбросанными по телу чёрными пятнами. Присутствуют теменная перитонеальная оболочка, покрывающая передние внутренние органы, белый перикард и белый пищеварительный тракт. Печень красноватая. Кости тёмно-зелёные. На верхней губе есть белая полоска. Радужка бледно-серо-золотистая.

## Образ жизни
Населяет влажные низины и склоны предгорий на высотах от 40 до 1500 м над уровнем моря. Иногда попадается на вырубках лесов с оставшимися деревьями. Ведёт древесный образ жизни, активна ночью. Встречается обычно на кустарниках и деревьях вдоль лесных ручьёв. Питается мелкими насекомыми.

## Размножение
Это яйцекладущая лягушка. Самцы поют призывая самок с деревьев, нависающих над быстротекущими ручьями, на высоте 5—10 м. Трель состоит из быстрых и резких звуков, похожих на «крип, крип, крип» на частоте 4—4.5 кГц. Яйца, как правило, откладываются на деревьях выше ручьёв в однослойной желейной массе размером приблизительно 20х35 мм, хотя этот вид также иногда гнездится в прудах. Кладка содержит 49—60 яиц. Яйца чёрно-белые, диаметром 1,5 мм сами по себе или 3 мм в оболочке. Желейная масса нависает над краем листа, образуя капельный наконечник, так чтобы вода постоянно омывала яйца. Некоторое время родители следят за кладкой. 
Головастики размером 11 мм с удлинённым и слегка сжатым телом. Глаза и ноздри находятся наверху тела. Клоака находится посередине тела. Рот круглый, направлен вниз и располагается на конце морды. Губы толстые, зубы заполняют весь рот в 2—3 ряда. Хвост длинный с небольшим хвостовым плавником и круглым кончиком. Окраска личинок при вылуплении чёрная. По мере взросления головастик становится бледно-коричневым с полупрозрачными плавниками, плавники имеют редкие тёмные пятна в задней части. Питаются детритом.

## Распространение
Ареал простирается от атлантических склонов восточного Гондураса до центральной Панамы, и включает Коста-Рику и Никарагуа.